# Jean V de Nassau-Dillenbourg
Jean V de Nassau-Dillenbourg, (en allemand Johann V von Nassau-Dillenburg), né le 9 novembre 1455 à Bréda et mort le 30 juillet 1516 à Dillenbourg.
Il est comte de Nassau-Dillenbourg, comte de Nassau-Dietz, comte de Nassau-Breda, comte de Vianden de 1504 à 1516.

## Famille
Fils de Jean IV de Nassau-Dillenbourg et de Marie von Loon.
En 1482, Jean V de Nassau-Dillenbourg épousa Élisabeth de Hesse-Marbourg (1466-1523), fille du landgrave Henri III de Hesse-Marbourg. Six enfants naissent de cette union :
- Henri III de Nassau-Breda (1483-1538), comte de Bréda, comte de Vianden, stathouder de Hollande, stathouder de Zélande, stathouder de Frise, seigneur de Bréda et de Leck de 1516 à 1538. En 1503, il épousa Françoise de Savoie-Romont (†1511), fille du comte Jacques de Savoie-Romont, Maison de Savoie. Veuf, il épousa en 1515 Claude de Chalon, princesse d'Orange (1498-1521 ; fille de Jean IV de Chalon-Arlay, prince d'Orange, de la Maison de Bourgogne-Chalon-Arlay) : un enfant est issu de cette union : René, 1519-1544, dernier prince héréditaire d'Orange issu des premiers dynastes d'Orange. De nouveau veuf, il épousa en 1524 Menzi Mendoza (1508-1554) ;
- Johann de Nassau-Dillenbourg, (1484-1504) ;
- Guillaume de Nassau-Dillenbourg, dit « Le Riche » ou « Le Vieux », comte de Nassau-Dillenbourg, père du Taciturne qui fut le fondateur de la nouvelle dynastie d'Orange ;
- Élisabeth de Nassau-Dillenburg (1488-1559), en 1506 elle épousa le comte Jean von Wied (†1533) ;
- Marie de Nassau-Dillenbourg (1491-1547), en 1506 elle épousa le comte Jobst Ier de Holstein-Schauenburg (†1531).

## Biographie

Armoiries de Jean V de Nassau-Dillenbourg : « écartelé : et IV d'azur semé de billettes d'or, au lion du même, armé et lampassé de gueules, brochant sur le tout (Nassau) ; II et III de gueules à deux léopards d'or armés, lampassés et couronnés d'azur (Dietz). »

Jean V de Nassau-Dillenbourg succéda à son frère Englebert II de Nassau-Dillenbourg.
Jean V de Nassau-Dillenbourg appartint à la lignée de Nassau-Dillenbourg, cette seconde branche est issue de la Maison de Nassau. Cette lignée de Nassau-Dillenbourg est issue de la tige Ottonienne qui donna des Stathouders de Hollande, de Flandre, des Provinces-Unies, ainsi qu'un roi à l'Angleterre-Écosse-Irlande en la personne de Guillaume III d'Orange-Nassau, et des rois aux Pays-Bas.
Jean V de Nassau-Dillenbourg est l'ancêtre de la reine Béatrix des Pays-Bas et de son fils le roi Willem-Alexander.